# Pistolstjärnan
Pistolstjärnan, är kanske den ljusstarkaste stjärnan i hela Vintergatan (enbart om det visar sig att objektet LBV 1806-20 är en kompakt grupp stjärnor snarare än en enstaka stjärna). Pistolstjärnan lyser 10 miljoner gånger starkare än solen och är över 100 gånger mer massiv. Stjärnan strålar ut lika mycket energi på sex sekunder som solen gör under ett helt år. Den befinner sig ungefär 25 000 ljusår från jorden i stjärnbilden Skytten, nära Vintergatans centrum. Pistolstjärnan skulle vara synlig för blotta ögat trots det stora avståndet om det inte vore för de mellanliggande interstellära stoftmolnen som döljer den. Istället blev den upptäckt av Hubbleteleskopet på 1990-talet i det infraröda spektret -- infraröd strålning kan genomtränga stoftmoln bättre än synligt ljus. 
Stjärnan är så massiv att dess framtida öde inte kan förutsägas säkert, men det förväntas att Pistolstjärnan kommer att dö i en strålande supernova eller hypernova inom 1 till 3 miljoner år.
Astronomer uppskattar att stjärnan bildades för 1 till 3 miljoner år sedan och var ursprungligen hela 200 gånger massivare än solen innan den stötte ut en stor del av sin massa i våldsamma utbrott. Pistolstjärnans utbrott kan vara ursprunget till Pistolnebulosan, som den upplyser, genom att kasta ut massa med strålningstrycket från sitt eget ljus. Den tros ha kastat ut 10 solmassor av materia från sina yttre lager i enorma utbrott ungefär 4 000 till 6 000 år sedan.
Dess stjärnvind är 10 miljarder gånger starkare än solens.
Pistolstjärnans storlek utmanar nuvarande modeller för hur stjärnor bildas; den kan vara massivare än vad den nuvarande teoretiska maximalmassan tillåter. Det är möjligt att dess läge nära Vintergatans mitt är delvis orsaken till den stora massan, eftersom nya rön tyder på att stjärnbildningsprocessen där gynnar bildandet av massiva stjärnor.